# Christian Ernst Graf

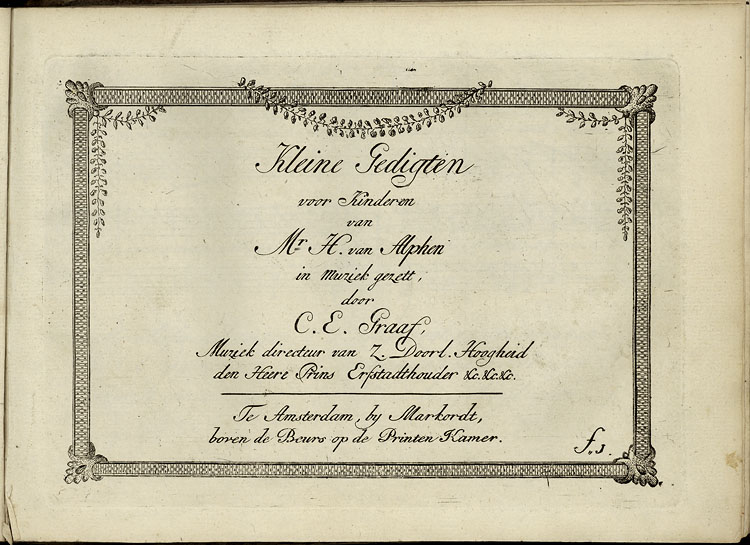
Titelseite einer Sammlung vertonter Gedichte

Christian Ernst Friedrich Graf (ab 1764 geändert in: Graaf, auch Christian Ernst Graff, Christian Friedrich Graf; * 30. Juni 1723 in Rudolstadt; † 17. Juli 1804 in Den Haag) war ein deutsch-niederländischer Kapellmeister und Komponist.

## Leben
Graf wurde von seinem Vater Johann Graf ausgebildet, dem er 1745 im Amt des Hofkapellmeisters in Rudolstadt nachfolgte. Ab 1762 war er als Kapellmeister in den Niederlanden in Den Haag, von 1759 bis 1790 als Hofkapellmeister von Willem V. und Anna von Hannover. Im Jahr 1764 änderte Graf seinen Namen in die niederländische Schreibweise Graaf.
Er starb 1804 und liegt in der Grote Kerk in Den Haag begraben.

## Werk
Graf hat mehrere Sinfonien, Violinsonaten, Streichquartette, Triosonaten und Quintette für Flöte und Streichquartett, zwei vierhändige Klaviersonaten und Fabeln für Singstimme und Klavier (25 Fable dans le gout de la Fontaine, pour le Chant et le Clavecin) komponiert. 1782 gab er das Generalbass-Lehrbuch Proeve over de Natuur der Harmonie in holländischer Sprache heraus. Grafs Lied Laat ons juichen Batavieren diente Mozart als Vorlage für seine Variationen KV 24.
1802 komponierte er die Passionskantate Der Tod Jesu auf den Text von Karl Wilhelm Richter (1725–1798).